# Подчинение (синтаксис)
Подчине́ние, или подчинительная связь, — произведение синтаксического неравноправия между словами в словосочетаниях и предложениях, а также между предикативными частями простого предложения

## Особенности подчинительной связи
Подчинительной связи в словосочетании и простом предложении противопоставляется сочинительная связь.
В сложном взаимодействии двух организмов для разграничения сочинительной и подчинительной связи А. М. Пешковским был предложен критерий обратимости. Подчинение характеризуется необратимыми отношениями между частями связи: одна часть не может быть поставлена на место другой без ущерба для общего содержания. Однако этот критерий не считается определяющим.
Собственное отличие подчинительной связи (по С. О. Карцевскому) в том, что она, во-первых, функционально близка к диалогическому единству информативного (вопросо-ответного) типа и, во-вторых, преимущественно имеет местоименный характер средств выражения.

## Подчинение в словосочетании и простом предложении
Виды подчинительной связи в словосочетании и предложении:
- согласование — вид подчинительной связи, при которой зависимое слово уподобляется в выражении грамматических значений (в роде, числе, падеже) господствующему слову; бывает полное и неполное согласование. Примеры: маленький мальчик, летним вечером; наш врач, на озере Байкал. Иногда выделяют особый вид согласования — корреляцию — такую связь, при которой формы числа и рода зависимого слова скорее являются совпадающими с формами главенствующего слова, нежели обусловленными ими[4]. Примеры: женщина-космонавт, студент-отличник;
- управление — вид подчинительной связи, при котором зависимое слово (имя существительное или его эквивалент) ставится в определённой падежной форме, обусловленной лексико-грамматическим значением господствующего слова или смыслом высказывания. Примеры: писать стихи, вера в победу, довольный ответом;
- примыкание — вид подчинительной связи, при котором подчинённое слово, будучи неизменяемой частью речи или словоформой, изолированной от системы падежей, свою зависимость от господствующего слова выражает только местоположением и смыслом[4](порядком слов, лексически и интонацией). Примеры: внимательно слушать, весьма интересный, слишком поздно.

## Подчинение в сложном предложении
Подчинительная связь между простыми предложениями в составе сложного предложения производится при помощи подчинительных союзов или союзных (относительных) слов. Сложное предложение с такой связью называется сложноподчинённым. Независимая часть в нём называется главной частью, а зависимая — придаточной.
Виды подчинительной связи в сложноподчинённом предложении:
- союзное подчинение — подчинение предложений при помощи союзов. Я не хочу, чтоб свет узнал мою таинственную повесть (Лермонтов);
- относительное подчинение — подчинение предложений при помощи союзных (относительных) слов. Настала минута, когда я понял всю цену этих слов (Гончаров);
- косвенно-вопросительное подчинение (вопросительно-относительное, относительно-вопросительное) — подчинение при помощи вопросительно-относительных местоимений и наречий, связывающих придаточную часть с главной, в которой поясняемый придаточной частью член предложения выражен глаголом или именем существительным со значением высказывания, восприятия, мыслительной деятельности, чувства, внутреннего состояния. Сначала я не мог отдать себе отчета, что именно это было (Короленко);
- последовательное подчинение (включение) — подчинение, при котором первая придаточная часть относится к главной части, вторая придаточная — к первой придаточной, третья придаточная — ко второй придаточной и т. д. Надеюсь, что эта книга достаточно определённо говорит о том, что я не стеснялся писать правду, когда хотел этого (Горький);
- взаимное подчинение — обоюдная зависимость предикативных частей сложноподчиненного предложения, в котором не выделяются главное и придаточное предложения; отношения между частями выражаются лексико-синтаксическими средствами. Не успел Чичиков осмотреться, как уже был схвачен под руку губернатором (Гоголь);
- параллельное подчинение (соподчинение).